# Sebastian Szymański (koszykarz)
Sebastian Szymański (ur. 9 czerwca 1991 w Zgorzelcu) – polski koszykarz, występujący na pozycji rzucającego obrońcy. 

## Osiągnięcia

### Drużynowe
- Wicemistrz Polski (2009)
- Awans do EBL ze Spójnią Stargard (2018)
- 4. miejsce w I lidze (2017)

### Indywidualne
- Zaliczony do I składu mistrzostw Polski juniorów (2009)

### Reprezentacja
- Wicemistrz Europy U–18 dywizji B (2009)[1]
- Brązowy medalista mistrzostw Europy dywizji B:
  - U–20 (2010)[2]
  - U–18 (2008)[3]
- Uczestnik mistrzostw Europy U–20 dywizji B (2010, 2011 – 9. miejsce)